# Orthotylus uniformis
Orthotylus uniformis är en insektsart som beskrevs av Van Duzee 1916. Orthotylus uniformis ingår i släktet Orthotylus och familjen ängsskinnbaggar. Inga underarter finns listade i Catalogue of Life.